# فروغ آذرخشی
فروغ السلطنه (زاده ۱۲۶۰ مشهد- ۱۹ دی ۱۳۵۷) معروف به فروغ آذرخشی دختر قهرمان میرزا و نوه شجاع السلطنه، نواده فتحعلی‌شاه قاجار است.
وی مؤسس اولین مدرسه دخترانه در شهر مشهد است.

## زندگی‌نامه
فروغ آذرخشی به سال ۱۲۶۰ در مشهد بدنیا آمد. پدرش قهرمان میرزا از شاهزادگان قاجار در منطقه خراسان و تربت حیدریه بود. فروغ آذرخشی در سال ۱۲۹۶ اولین مدرسه دخترانه مشهد به نام فروغ را تأسیس کرد. پس از تأسیس مدرسه فروغ عده ای سعی بر آتش زدن آن کردند، به همین جهت وی به مدت دو سال با نزدیکان به پاسداری از مدرسه پرداخت. مبارزات او با مخالفان تحصیل بانوان به مدت ۵ سال به طول انجامید. از دیگر فعالیت‌های بانو آذرخشی می‌توان به موضوعات زیر اشاره کرد:
- ریاست بنگاه نیکو کاری
- بنگاه حمایت مادران و نوزادان
- ریاست افتخاری جمعیت شیر و خورشید مشهد
- ریاست پرورشگاه خراسان

فروغ آذرخشی اولین زن ایرانی است که نشان سپاس دریافت کرده‌است.